# Edgardo Pomini
Edgardo Roberto Pomini (8 ottobre 1917 – Buenos Aires, 23 ottobre 1958) è stato uno schermidore argentino.

## Biografia
Ha partecipato ai Giochi della XIV Olimpiade di Londra nel 1948 ed ai Giochi della XV Olimpiade di Helsinki nel 1952.

## Palmarès
In carriera ha conseguito i seguenti risultati:
- Giochi panamericani:

Buenos Aires 1951: argento nel sciabola a squadre.